# Jeremy Ratchford
Jeremy Ratchford, skådespelare, född 6 augusti 1965 i Kanada.

## Filmografi
- Kalla spår
- Blue murder
- Angel Eyes
- 1996 – Den långa resan
- Buffy och vampyrerna
- The Sentinel
- Brooklyn South

## Fotnoter
1. ↑  Tjeckiska nationalbibliotekets databas, NKC-ID: xx0176961, läst: 16 december 2022.[källa från Wikidata]